# 春採駅

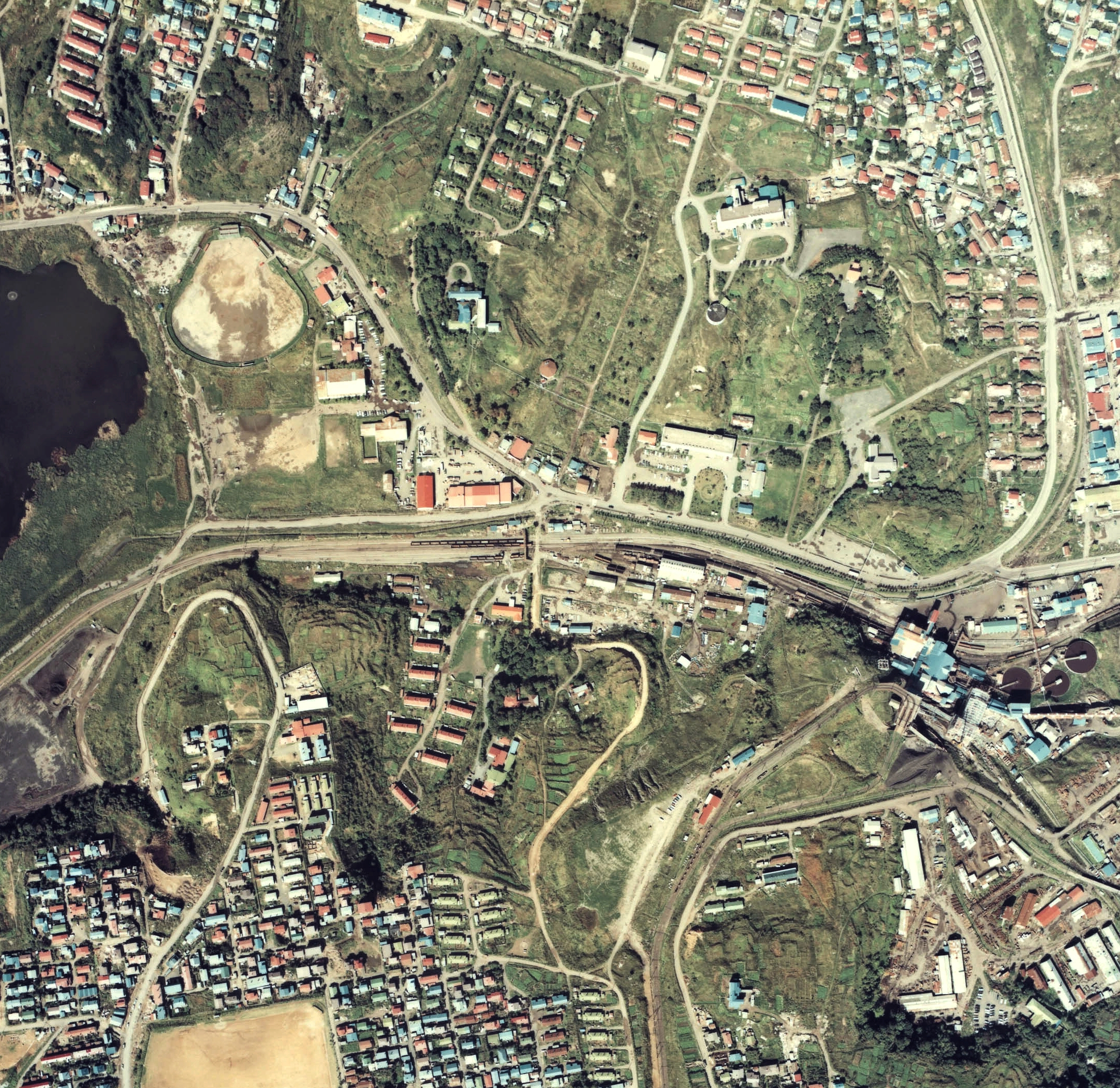
1977年の釧路臨港鉄道 春採駅と周囲約1 km範囲。右端上が東釧路方面、左が知人方面。低い丘陵地帯の谷合に位置し、左端に春採湖が見える。
駅は既に旅客扱いを廃止していて、三叉路の真下に見える水色屋根の駅舎前の単式ホームは使用されていない。三叉路からは駅ホームの知人側にある踏切を通って海側へ向かう道が伸びるが、その脇に連絡橋が設けられている。三叉路北にあった炭住は撤去されている。
構内は西側（知人側）に多くの留置線があり、東側駅裏には車庫が見える。東側の分岐から先には太平洋炭礦の選炭設備と石炭積載用ホッパーを持つ工場があり、その工場南側には、海岸近くの2つの坑口、興津抗口と春採坑口からの坑外軌道がループを描いて運び込んでいる構造が見える。

春採駅（はるとりえき）は、北海道釧路市春採8丁目にあった、太平洋石炭販売輸送臨港線の駅。
貨物専用駅であり、石炭輸送列車が発着していた。地上駅。

## 歴史

### 年表
- 1925年（大正14年）2月11日：釧路臨港鉄道当駅 - 知人駅間開通に伴い開業[1]。
- 1926年（大正15年）2月1日：旅客営業を開始。
- 1963年（昭和38年）11月1日：旅客営業廃止。再び貨物専用駅となる。
- 1979年（昭和54年）4月30日：太平洋石炭販売輸送の駅となる。
- 2019年（平成31年・令和元年）
  - 3月31日：運転休止[2]。
  - 6月30日：廃止。

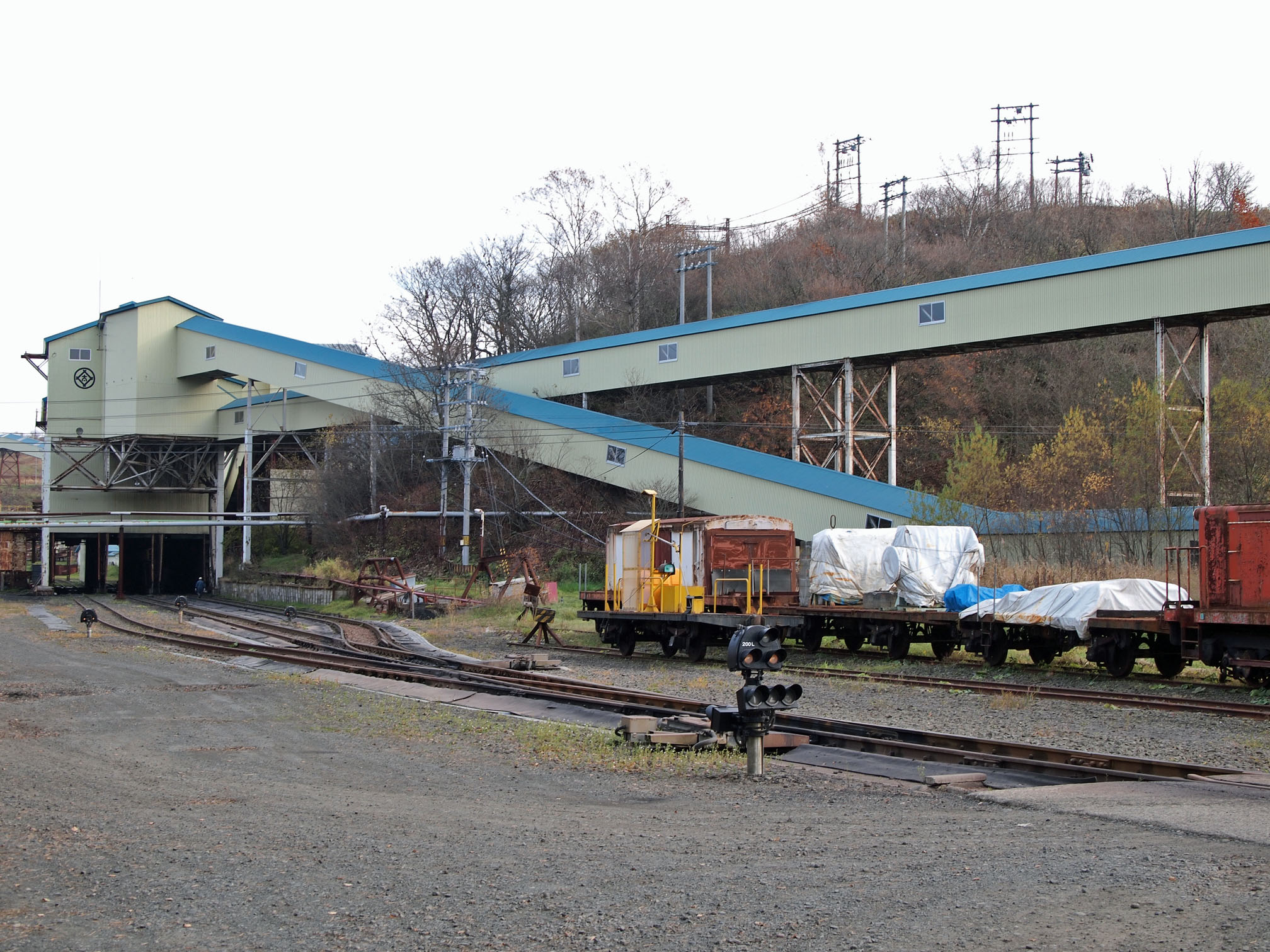
構内（2011年11月）
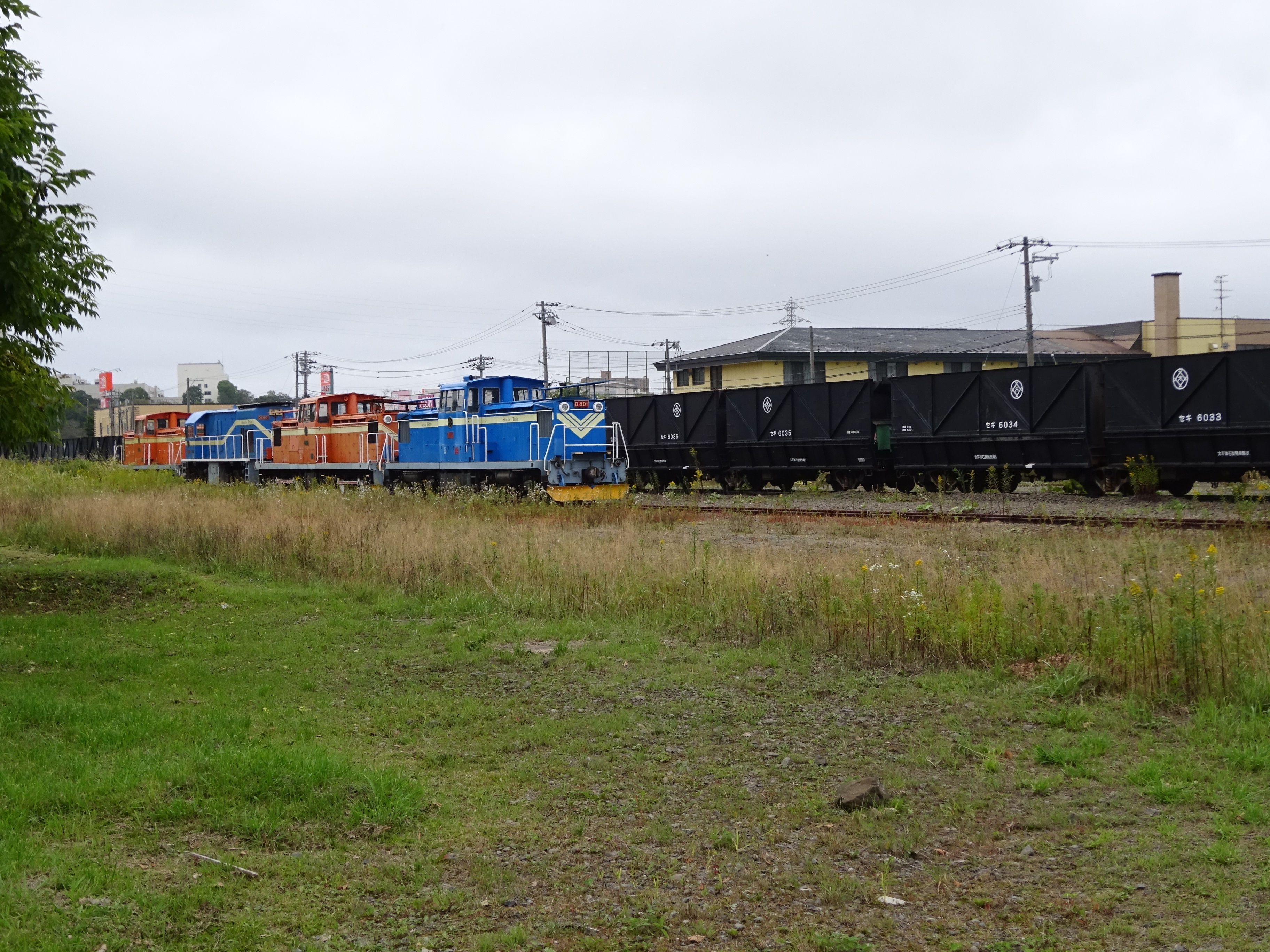
旧春採駅で留置される機関車と石炭車

### 駅名の由来
所在地名より。地名はアイヌ語の転訛であり、諸説ありはっきりしないが、「ハルウトル」（「食料とする草・沼」の意か）あるいは「ハルトゥル（haruturu）」（向こうの地）からとされる。

## 駅周辺
- 釧路コールマイン
- 春採ショッピングセンター、コープさっぽろ中央店（二代目店舗）
- 六花亭春採店
- 釧路市役所春採支所
- 釧路武佐郵便局
- 春採湖、武佐沈殿池
- 北海道道113号釧路環状線、ひぶな坂、スカイロード
- 旧太平洋スカイランド

## 隣の駅

### 廃止時
太平洋石炭販売輸送
臨港線
春採駅 - 知人駅

### 旅客営業当時
釧路臨港鉄道
臨港線
永住町駅 - 春採駅 - 観月園駅
- 城山駅より、5.5キロ。